# Anzen Chitai
Anzen Chitai ou Anzenchitai (安全地帯, litt. périmètre de sécurité) est un groupe japonais créé en 1973, au répertoire essentiellement composé de J-pop et J-rock. Il se sépare en 1988, mais se reforme plusieurs fois par la suite, de 1990 à 1992, en 2002 et 2003, et depuis 2010.
Le groupe possède dans l'instrumentalisation un son très années 80. La formation, qui est devenue un véritable phénomène dans les années 1980, a aussi marqué une nouvelle génération de japonais. Le groupe de rock MUCC a réalisé une reprise de leur tube Wine Red no Kokoro qui a fait redécouvrir Anzen Chitai à son public.

## Biographie

### Des débuts incertains
Anzen Chitai voit le jour en avril 1973 à Asahikawa, une ville située dans la préfecture de Kamikawa sur l'île d'Hokkaidō (Nord du Japon). Le groupe, qui se nomme Invader à ce moment-là, est constitué du chanteur Koji Tamaki, du guitariste Yutaka Takezawa et de son frère Toshiya Takezawa. En novembre, c'est avec le bassiste Takahiro Miyashita que Kazuyoshi (le frère aîné de Koji) intègre la formation en tant que batteur.
Au mois de juin 1977, ce dernier se retire et laisse place à Shiji Taihei. Les japonais se rebaptisent alors Anzen Chitai. Vers décembre, Rokudo Haruyoshi Band rejoint Anzen Chitai, qui est alors composé de trois membres supplémentaires : Haruyoshi Rokudo (Basse), Wataru Yahagi (Guitare) et Yuji Tanaka (Batterie).
Début 1978, le groupe commence les enregistrements en louant une maison à Nagayama (près d'Asahikawa), une toute première démo-tape voit ainsi le jour. En novembre, Tanaka Yuji et Takahiro Miyashita quittent Anzen Chitai. Haruyoshi Rokudo officie alors à la basse.
Fin 1979, Yutaka Takezawa est victime d'un grave accident de voiture. Peu de temps après, Haruyoshi Rokudo est admis à l'hôpital pour cause de maladie. Les deux musiciens ne reprendront leur activité musicale qu'un an plus tard.
Alors que le guitariste Toshiya Takezawa quitte Anzen Chitai en mars 1981, le groupe joue en première partie sur la tournée japonaise de Yōsui Inoue six mois après. En novembre de la même année, le titre On My Way est utilisé pour une publicité de pneus neige diffusée sur Hokkaidō et dans le nord de Honshû.
Le 25 février 1982, les japonais sortent un premier single baptisé Moegi Iro no Snap avec lequel ils se font remarquer auprès du label Kitty Recording Company.

### Les Dix Glorieuses
Anzen Chitai signe donc avec le label indépendant et tous les membres s'installent sur Tôkyô. On est alors au mois avril 1982, période à laquelle le batteur Shiji Taihei est remplacé par Yuji Tanaka, constituant le line-up définitif de la formation japonaise.
Après deux premières parties (toujours sur les dates de Yōsui Inoue) Anzen Chitai enregistre enfin un premier album baptisé Remember to Remember en janvier 1983. L'album sur lequel apparaît leur single Las Vegas Typhoon sorti en avril. En novembre, Wine Red no Kokoro paraît dans les bacs. C'est le single qui fait connaître le groupe à travers tout le Japon en atteignant la première place du Top Oricon au mois de mars 1984.
Deux jours après la parution de Mayonaka Sugi no Koi, leur live au Shibuya Eggman est interrompu du fait de l'influence excessive. Le groupe enchaîne avec une tournée qu'il entame à Sapporo. En mai, leur album Anzen Chitai II est numéro un des ventes, il devient un best seller album.
Tout au long de l'année 1984, Anzen Chitai (et plus précisément Koji Tamaki) est couvert de prix et nommé plusieurs fois dans diverses catégories. En octobre, Koi no Yokan est choisi comme chanson officielle de la Japan Airlines Hawaii Campaign. Puis la formation nipponne commence une première tournée à l'échelle nationale intitulée « ENDLESS ».
En février 1985, ils font leurs premières dates au Budokan de Tokyo durant deux jours. Les japonais deviennent aussi célèbres en dehors de leur pays et notamment à Hong Kong où ils réalisent une date au Queen Elizabeth Stadium à Wan Chai. En novembre, le groupe entame une tournée de plus de six mois durant laquelle leur single Kanashimi ni Sayonara reste premier des charts pendant treize semaines.
Le 7 mars 1986, au cours d'une conférence on annonce que Koji Tamaki jouera dans le film Prussian Blue no Shouzou. Il s'agit pour le chanteur/guitariste de ses débuts avec le septième art. Logiquement, Anzen Chitai compose la bande originale du long-métrage (dont le single portant le titre du film).
L'entente avec l'artiste Yōsui Inoue est tellement bonne que ce dernier réalise avec la formation, plusieurs concerts et le single Natsu no Owari no Harmony en septembre 1986. Peu de temps après, le titre Suki sa est choisi en tant que thème d'ouverture de l'anime Maison Ikkoku.
Dès 1987, les membres de Anzen Chitai commencent des carrières solo. Notamment Koji qui enregistre deux singles et deux albums, battant des records de vente. L'année suivante, après la sortie de Hohoemi ni Kanpai le groupe annonce qu'il suspend ses activités pour un temps indéterminé.
Cette pause est prolongée jusqu'en mars 1990, où le groupe reprend les enregistrements pour l'album Anzen Chitai VII ~Yume no Miyako qui sort quatre mois plus tard. Puis les japonais enchaînent les singles (plébiscités pour des publicités) et les concerts qui obtiennent toujours autant de succès au Japon qu'à l'étranger.

### Projets Solo (1992-2003)
Après une tournée baptisée « Anzenchitai 10th Anniversary Concert Tour Acoustic Special Night », le groupe déclare à nouveau cesser ses activités. La formation japonaise continue toutefois de sortir des best of et quelques albums, mais reste sur pause jusqu'en 2002.
Durant presque dix ans, les membres travaillent essentiellement pour d'autres artistes ou leur carrière solo. Koji reprend son projet personnel dès 1993 et sort le titre Call pour le film Nurse Call dans lequel joue sa femme. Puis il connaît un vif succès avec le titre Den-En en 1996, s'écoulant à plus de 900 000 exemplaires.
En octobre 2001, Anzen Chitai rentre aux studios avec Matsui Goro et Hoshi Katz afin de commencer les enregistrements. En juillet 2002 sort le single Deai sur la major Sony Records, extrait de leur neuvième album Anzen Chitai IX, disponible en version limitée avec un DVD. Leur tournée « Anzenchitai Concert Tour 2002 » comprend deux dates à Hong Kong. Pour la troisième fois, Anzen Chitai arrête sa carrière après à peine deux ans.

### Vers une nouvelle ère?
Le groupe revient l'année 2010 sur le label Universal Music Japan avec deux singles comprenant chacun une ancienne et une nouvelle chanson, extraite de leur dernier et onzième album : Anzen Chitai XI ☆Starts☆ Mata ne.... Anzen Chitai sorti un box set à la fin juin et baptisé simplement Anzen Chitai BOX.

## Membres
- Koji Tamaki : chant & guitare acoustique
- Wataru Yahagi : guitare
- Yutaka Takezawa : guitare
- Haruyoshi Rokudo : basse, claviers, piano
- Yuji Tanaka : batterie

Anciens membres
- Toshiya Takezawa : guitare & claviers (1973-1981)
- Takahiro Miyashita : basse (1973-1978)
- Kazuyoshi Tamaki : batterie (1973-1977)
- Ichiji Ohira : batterie (1977-1982)

## Discographie
Singles
- 1982/02/25 - Moegi Iro no Snap
- 1982/10/25 - On My Way
- 1983/04/01 - Las Vegas Typhoon
- 1983/11/25 - Wine Red no Kokoro
- 1984/04/16 - Mayonaka Sugi no Koi
- 1984/07/25 - Masquerade
- 1984/10/25 - Koi no Yokan
- 1985/01/25 - Netsu Shisen
- 1985/06/25 - Kanashimi ni Sayonara
- 1985/10/01 - Aoi Hitomi no Eris
- 1986/07/01 - Prussian Blue no Shouzou
- 1986/09/25 - Natsu no Owari no Harmony
- 1986/10/21 - Friend
- 1986/12/03 - Suki sa
- 1987/04/21 - Jirettai
- 1987/12/02 - Juliet
- 1988/03/10 - Tsuki ni Nureta Futari
- 1988/06/21 - I Love You Kara Hajimeyou
- 1988/08/25 - Hohoemi ni Kanpai
- 1990/11/07 - Jounetsu
- 1991/11/06 - Itsumo Kimi no Soba ni
- 1992/12/02 - Ano Koro e
- 1993/02/10 - Hitoribocchi no Yell
- 2002/07/10 - Deai
- 2002/12/04 - Hansei / Ano Koro e
- 2003/09/18 - Ame Nochi Hare / Chocolate
- 2010/03/03 - Aoi Bara / Wine Red no Kokoro (2010 Version)
- 2010/05/05 - Orange / Koi no Yokan (2010 Version)

Albums
- Anzen Chitai I Remember to Remember (安全地帯 I Remember to Remember) - 25/01/1983
- Anzen Chitai II (安全地帯 II) - 01/05/1984
- Anzen Chitai III ~Dakishimetai (安全地帯 III 〜抱きしめたい) - 01/12/1984
- Anzen Chitai IV (安全地帯 IV) - 24/11/1985
- Anzen Chitai V (安全地帯 V) - 14/12/1986
- Anzen Chitai VI ~Tsuki no Nureta Futari (安全地帯 VI 〜月に濡れたふたり) - 10/04/1988
- Anzen Chitai VII ~Yume no Miyako (安全地帯 VII 〜夢の都) - 25/07/1990
- Anzen Chitai VIII ~Taiyou (安全地帯 VIII 〜太陽) - 11/12/1991
- Anzen Chitai IX (安全地帯 IX) - 07/08/2002
- Anzen Chitai X ~Ame Nochi Hare~ (安全地帯 X 〜雨のち晴れ〜) - 22/10/2003
- Anzen Chitai XI ☆STARTS☆ "Mata ne...." (安全地帯 XI ☆STARTS☆「またね…。」) - 26/05/2010
- Anzen Chitai XII (安全地帯 XII) - TBA

Best Albums
- 1985/10 - Roman Kashuu
- 1988/12/10 - Anzen Chitai BEST ~I LOVE YOU Kara Hajimeyou
- 1993/08/25 - Anzen Chitai BEST II ~Hitoribocchi no Yell
- 2001/06/21 - THE VERY BEST of Anzen Chitai
- 2005/03/23 - Anzen Chitai Complete Best
- 2006/07/05 - Anzen Chitai Golden☆Best
- 2010/06/23 - Anzen Chitai HITS

Live Albums
- 1985/04/24 - ENDLESS
- 1986/11/05 - Stardust Rendezvous Inoue Yosui Anzen Chitai LIVE AT Jingu
- 1987/06/10 - Anzen Chitai LIVE
- 1998/08/19 - ONE NIGHT THEATER 1985
- 2005/11/09 - Anzen Chitai VI LIVE ~Tsuki ni Nureta Futari~

## Autre produit
- Anzen Chitai BOX - 23/06/2010